# Lovnidol
Lovnidol (bulgariska: Ловнидол) är ett distrikt i Bulgarien.   Det ligger i kommunen Obsjtina Sevlievo och regionen Gabrovo, i den centrala delen av landet, 160 km öster om huvudstaden Sofia.
Omgivningarna runt Lovnidol är en mosaik av jordbruksmark och naturlig växtlighet. Runt Lovnidol är det ganska tätbefolkat, med 124 invånare per kvadratkilometer.